# Moby Dream
Le Moby Dream était un ferry italien qui appartenait à la compagnie maritime italienne Moby Lines de 1986 à 2001.

## Service
Lancé le 25 novembre 1966 sous le nom de Stena Britannica, le navire est entré en service le 20 décembre de l'année suivante sur la ligne Göteborg—Frederikshavn pour le compte de Stena Line. Mais son service pour Stena est de courte durée. Seulement quelques mois après sa mise en service, le ferry est vendu à Alaska Marine Highway, une compagnie maritime de l'Alaska. Rebaptisé Wickersham, le navire est affecté à la desserte du Canada au départ de l'Alaska jusqu'en juin 1974, date à laquelle il est vendu à Rederi Ab Sally qui le fait naviguer sur la ligne Stockholm—Helsinki sous le nom de Viking 6.
Au début de l'année 1980, le navire est mis en service entre Mariehamn et Kapellskär Nådendal. Après un bref retour entre les capitales suédoises et finlandaises, le navire est affrété à la compagnie franco-anglaise Brittany Ferries pour deux ans en prenant le nom de Goelo. Le navire est placé sur la ligne Saint-Malo—Portsmouth. En avril 1982, le navire est rendu à Rederi Ab Sally et reprend son service sous le nom de Viking 6. Le ferry est ensuite affrété pour 6 mois par North Sea Ferries. Il est mis en service sur la ligne Ramsgate—Dunkerque. Le navire est rendu à Sally Lines. Après une forte baisse des réservations entre fin novembre et début décembre sur les lignes entre les îles danoises, le navire est vendu à la compagnie grecque Sol Lines et rebaptisé Sol Olympia.
En avril 1983, le Sol Olympia entre en service sur une longue ligne qui relie Le Pirée à Haïfa avec des escales à Rhodes et Limassol. La ligne est parfois étendue à Venise. En février 1985, le navire est rebaptisé Sun Express. Un mois plus tard, le ferry est affrété par Rederi Ab Sally. Le 1er avril, il est remis en service entre Ramsgate et Dunkerque. En juin 1985, il reprend le nom de Viking 6. Le 25 avril 1986, le navire est désarmé à Dunkerque pour y être vendu.
En juin 1986, il est vendu à la compagnie italienne Ferry Lines qui prévoit d'entrer en concurrence avec la compagnie publique Tirrenia di Navigazione. Cependant, l'idée n'est pas concrétisée et en novembre 1986, le navire est vendu à NAVARMA Lines. Il est mis en service entre La Spezia et Bastia sous le nom de Moby Dream.
En 1994, le navire passe sous les couleurs de Sardegna Lines, une autre société détenue par Onorato, le propriétaire de Moby Lines, qui dessert la région sarde. Le navire est renommé Sardegna Bella et est mis en service sur la ligne Livourne—Olbia.
En 1998, le Sardegna Bella est victime d'une avarie mécanique et est immobilisé à Livourne jusqu'en 2001, date à laquelle il est vendu à la ferraille à Aliağa en Turquie.

## Caractéristiques
Le navire mesurait 110,8 mètres de long et 18 de large et pouvait transporter 1 170 passagers ainsi que 210 voitures. Il était propulsé par deux moteurs diesel MAN 16 cylindres, qui engendraient une puissance totale de 12 891 kW, lui permettant d'atteindre une vitesse maximale de 23,5 nœuds. Il n'a jamais été soumis à des mesures radicales de restructuration et a gardé ses caractéristiques inchangées en près de 34 ans de service.

## Lignes desservies
Pour le compte de NAVARMA Lines de 1986 à 1994.
| La Spezia ↔ Bastia | ? |

Pour le compte de Sardegna Lines de 1994 à 1998.
| Livourne ↔ Olbia | ? |